# Maunderara
× Maunderara, (abreviado Mnda) en el comercio, es un híbrido intergenérico entre los géneros de orquídeas Ada x Cochlioda × Miltonia × Odontoglossum × Oncidium. Fue publicado en Orchid Rev. 103(1202): 80 (1995).